# Алювіальна рівнина
Алювіа́льна рівни́на — рівнина, що утворилася внаслідок нагромадження осадів (алювію) в долинах річок, їхніх гирлах і в прогинах земної кори. 
Прикладом долинних алювіальних рівнин може бути північно-західна частина лівобережжя Придніпровської низовини. 
У гирлах великих річок утворюються дельтові алювіальні рівнини, деякі з яких сягають дуже значних розмірів — до 10—445 тис. км² (дельти річок Хуанхе, Гангу, Брахмапутри, Нілу, Волги, Амудар'ї та інших).
Алювій, відкладаючись у місцях прогинання земної кори, згладжує нерівності рельєфу, виповнює прогин, як наприклад, у Тисо-Дунайській, Паданській і, певною мірою, в Середньодніпровській низовинах.